# Liste der denkmalgeschützten Objekte in Fulpmes
Die Liste der denkmalgeschützten Objekte in Fulpmes enthält die 18 denkmalgeschützten, unbeweglichen Objekte der Gemeinde Fulpmes.

## Denkmäler
| Foto |                 | Denkmal                                                                                 | Standort                                             | Beschreibung | Metadaten |
| ---- | --------------- | --------------------------------------------------------------------------------------- | ---------------------------------------------------- | --- | --- |
| ja   | Datei hochladen | Holzbrücke, Ruetz-Brücke in Medraz HERIS-ID: 94774 Objekt-ID: 109939 TKK: 44870         | Auenweg Standort KG: Fulpmes                         | Die überdachte Holzbrücke über die Ruetz wurde 1937 nach einem älteren Vorbild erbaut. | BDA-Hist.: Q37765003 Status: § 2a Stand der BDA-Liste: 2025-06-30 Name: Holzbrücke, Ruetz-Brücke in Medraz GstNr.: 2081/1, 2136, 2104/1                              |
| ja   | Datei hochladen | Kath. Pfarrkirche hl. Veit HERIS-ID: 55361 Objekt-ID: 63990 TKK: 18606                  | neben Bahnstraße 6 Standort KG: Fulpmes              | Die vom Friedhof umgebene Pfarrkirche wurde 1746/47 nach Plänen von Franz de Paula Penz im Rokokostil errichtet. Der schmale, hohe Bau mit dreijochigem Schiff, schwach vortretenden Kreuzarmen und dreiseitig geschlossenem Chor hat einen Nordturm mit achteckiger Haube und Laterne. Am Chor ist westlich die Sakristei und südlich eine Kapelle angebaut. Der Innenraum mit Stichkappengewölbe ist durch Pilaster und einen mächtigen Triumphbogen gegliedert und mit Deckenfresken von Johann Georg Bergmüller von 1747 und Anton Gigl zugeschriebenem Rokokostuck gestaltet. | BDA-Hist.: Q24266989 Status: § 2a Stand der BDA-Liste: 2025-06-30 Name: Kath. Pfarrkirche hl. Veit GstNr.: .1 Sankt Vitus (Fulpmes)                                  |
| ja   | Datei hochladen | Friedhof christlich HERIS-ID: 93004 Objekt-ID: 107994 TKK: 44824                        | neben Bahnstraße 6 Standort KG: Fulpmes              | Der von einer Mauer umgebene Friedhof um die Pfarrkirche wurde zugleich mit dieser 1746/47 angelegt. Im Friedhof befinden sich die Knaußkapelle, das Friedhofskreuz, ein Granitbrunnen mit Madonnenstatue und das Kriegerdenkmal. | BDA-Hist.: Q37761067 Status: § 2a Stand der BDA-Liste: 2025-06-30 Name: Friedhof christlich GstNr.: 1, .1                                                            |
| ja   | Datei hochladen | Gemeindeamt HERIS-ID: 55359 Objekt-ID: 63986 TKK: 44845                                 | Bahnstraße 6 Standort KG: Fulpmes                    | Der zweigeschoßige Bau über annähernd quadratischem Grundriss mit ausgebautem Dachgeschoß, Giebelsöllern und mächtigem, abgewalmtem Mansardendach wurde um 1750 errichtet. Die Fassade ist mit gemalten Medaillons mit den heiligen Georg, Leopold und Florian geschmückt, die aus der Mitte des 18. Jahrhunderts stammen und Joseph Haller zugeschrieben werden. Im Inneren haben sich mehrere Gewölbe erhalten. | BDA-Hist.: Q38064978 Status: § 2a Stand der BDA-Liste: 2025-06-30 Name: Gemeindeamt GstNr.: .2                                                                       |
| ja   | Datei hochladen | Widum HERIS-ID: 55360 Objekt-ID: 63987 TKK: 19330                                       | Bahnstraße 7 Standort KG: Fulpmes                    | Das Widum wurde 1745 nach Plänen von Franz de Paula Penz errichtet. Das mächtige, dreigeschoßige Gebäude mit Walmdach ist mit barocker Fassadenmalerei um das Portal und mit Fensterfaschen, Eckquadrierung, Fenstergiebeln versehen, an der Süd- und Westseite finden sich figurale Darstellungen. Ein Christophorusfresko von Herbert Danler wurde bei der Restaurierung 1991 entfernt. | BDA-Hist.: Q38064986 Status: § 2a Stand der BDA-Liste: 2025-06-30 Name: Widum GstNr.: .36 Widum Fulpmes                                                              |
| ja   | Datei hochladen | Wohn- und Geschäftshaus, ehem. Kraner HERIS-ID: 94216 Objekt-ID: 109355 TKK: 44846      | Bahnstraße 9 Standort KG: Fulpmes                    | Das dreigeschoßige gemauerte Gebäude mit Satteldach wurde 1755 errichtet und 1827, 1914 und 1962 renoviert. Die fünfachsige Hauptfassade ist mit Architekturmalerei mit marmorierter Eckquaderung und Fensterrahmungen verziert. | BDA-Hist.: Q37763808 Status: § 2a Stand der BDA-Liste: 2025-06-30 Name: Wohn- und Geschäftshaus, ehem. Kraner GstNr.: .38 Kranerhaus, Fulpmes                        |
| ja   | Datei hochladen | Bildstock hl. Johannes Nepomuk HERIS-ID: 93069 Objekt-ID: 108060 TKK: 44834             | nahe Bahnstraße 22 Standort KG: Fulpmes              | Der Bildstock aus dem 18. Jahrhundert steht an der Brücke über den Schlickerbach. Die gemauerte Rundbogennische mit geschwungenem schmiedeeisernem Vordach beherbergt eine spätbarocke polychrome Schnitzfigur des hl. Johannes Nepomuk. | BDA-Hist.: Q37761274 Status: § 2a Stand der BDA-Liste: 2025-06-30 Name: Bildstock hl. Johannes Nepomuk GstNr.: 2111/23                                               |
| ja   | Datei hochladen | Hauskapelle Don Bosco HERIS-ID: 75053 Objekt-ID: 88521 TKK: 37562                       | Bahnstraße 49 Standort KG: Fulpmes                   | Die südwestlich an das Schülerheim Don Bosco angebaute Kapelle wurde 1972 nach Plänen von Clemens Holzmeister errichtet. Der gemauerte Bau über achteckigem Grundriss weist ein großes Radfenster an der Chorseite und schmale Fensterschlitze an den Seitenwänden auf. Der Innenraum ist mit einer flachen Holzdecke versehen. Der Chorraum liegt tiefer vor den nach oben ansteigenden Bankreihen. | BDA-Hist.: Q38137850 Status: Bescheid Stand der BDA-Liste: 2025-06-30 Name: Hauskapelle Don Bosco GstNr.: 876/2                                                      |
| ja   | Datei hochladen | Blutschwitzerkapelle in Medraz HERIS-ID: 93088 Objekt-ID: 108085 TKK: 19333             | südöstlich Blutschwitzerweg 27a Standort KG: Fulpmes | Die Kapelle wurde 1769 als offene Kapellennische mit einem weiten, auf zwei Rundstämmen aufliegenden Vorbau errichtet. In der tonnengewölbten Rundbogennische steht eine lebensgroße polychrome Schnitzfigur Christus am Ölberg aus der ersten Hälfte des 18. Jahrhunderts vor einem gemalten Ölberghintergrund. Im Mauerzwickel über der Rundbogenöffnung befindet sich eine gemalte Darstellung des Gnadenbildes von Maria Waldrast. | BDA-Hist.: Q37761312 Status: § 2a Stand der BDA-Liste: 2025-06-30 Name: Blutschwitzerkapelle in Medraz GstNr.: .658 Blutschwitzerkapelle Medraz                      |
| ja   | Datei hochladen | Kath. Filialkirche hl. Margarethe in Medraz HERIS-ID: 55706 Objekt-ID: 64502 TKK: 19331 | Deniflestraße 1 Standort KG: Fulpmes                 | Die Filialkirche in Medraz wurde 1746/47 als kleiner barocker Zentralbau mit kurzem Schiff und eingezogenem, niedrigem Chor errichtet. Der Turm mit Zwiebelhaube und Laterne ist in den Chorschluss eingebunden und an drei Seiten von der Sakristei umgeben. Die Deckengemälde im Inneren wurden 1775 von Johann Peter Denifle geschaffen. | BDA-Hist.: Q38067369 Status: § 2a Stand der BDA-Liste: 2025-06-30 Name: Kath. Filialkirche hl. Margarethe in Medraz GstNr.: .279 Filialkirche hl. Margarethe, Medraz |
| ja   | Datei hochladen | Florianibrunnen in Medraz HERIS-ID: 96617 Objekt-ID: 112148 TKK: 44840                  | vor Deniflestraße 14 Standort KG: Fulpmes            | Auf der Brunnensäule aus Granit befindet sich unter einem schmiedeeisernen Dach eine Figur des hl. Florian aus dem 18. Jahrhundert. Der tulpenförmige Granittrog wurde um 2000 errichtet. | BDA-Hist.: Q37768376 Status: § 2a Stand der BDA-Liste: 2025-06-30 Name: Florianibrunnen in Medraz GstNr.: 2098/3                                                     |
| ja   | Datei hochladen | Bauernhaus HERIS-ID: 45354 Objekt-ID: 46648 TKK: 44848, 44849                           | Herrengasse 12 Standort KG: Fulpmes                  | Der längsgeteilte Einhof stammt im Kern aus dem 17. Jahrhundert. Wohn- und Wirtschaftsteil sind entlang der Firstline getrennt. Der Wohnteil ist gemauert und an der Giebelseite über einen Flur erschlossen. Die Bundwerkgiebel auf beiden Seiten mit vorgelagertem Söller stammen von 1769. Die Fassade ist mit gemalter Eckquaderung und Rokokobemalung geschmückt. Über dem Eingang der Ostfassade befindet sich eine Darstellung des Gnadenbildes von Maria Waldrast, zwischen den Obergeschoßen ovale Heiligenmedaillons mit den hll. Laurentius und Magdalena. Im Inneren weist die Küche ein Tonnengewölbe auf. Der Wirtschaftstrakt ist über dem gemauerten Stall in Ständerbauweise ausgeführt. | BDA-Hist.: Q38015321 Status: Bescheid Stand der BDA-Liste: 2025-06-30 Name: Bauernhaus GstNr.: .29, .27                                                              |
| ja   | Datei hochladen | Totenkapelle, Sagererkapelle HERIS-ID: 39076 Objekt-ID: 38781 TKK: 19332                | neben Herrengasse 21 Standort KG: Fulpmes            | Die erste Kirche von Fulpmes wurde 1368 erstmals urkundlich erwähnt. Der zweijochige, gotischer Bau über rechteckigem Grundriss ist mit einem steilen Walmdach gedeckt. An der Südfassade befindet sich ein Spitzbogenportal, ein Ovalfenster und drei rechteckige Giebelfenster. Das Innere weist ein Tonnengewölbe mit Stichkappen auf. Zwei Heiligenmedaillons aus der zweiten Hälfte des 18. Jahrhunderts stellen einen Schutzengel und den hl. Michael dar. | BDA-Hist.: Q37986860 Status: Bescheid Stand der BDA-Liste: 2025-06-30 Name: Totenkapelle, Sagererkapelle GstNr.: 743/2                                               |
| ja   | Datei hochladen | Aufnahmsgebäude Fulpmes HERIS-ID: 26651 Objekt-ID: 23140 TKK: 14553                     | Riehlstraße 34 Standort KG: Fulpmes                  | Das Aufnahmsgebäude der Stubaitalbahn wurde 1903/04 nach demselben Schema wie die anderen Bahnhöfe der Strecke, als Endbahnhof jedoch größer errichtet. Der Haupttrakt enthält im Erdgeschoß Fahrdienstleitung, Warteraum und Fahrkartenschalter und im Obergeschoß eine Dienstwohnung. Die Bahnsteigfassade ist symmetrisch mit Mittelrisalit gestaltet, dekorativ bearbeitete Holzkonsolen stützen das weit auskragende Walmdach. An den Haupttrakt schließen südlich ein offener Wartebereich und eine als Kiosk adaptierte Werkstatt an. | BDA-Hist.: Q24197443 Status: Bescheid Stand der BDA-Liste: 2025-06-30 Name: Aufnahmsgebäude Fulpmes GstNr.: .356 Fulpmes train station                               |
| ja   | Datei hochladen | Veitsbrunnen HERIS-ID: 93356 Objekt-ID: 108373 TKK: 44841                               | bei Waldrasterstraße 5 Standort KG: Fulpmes          | Der Brunnen besteht aus einem großen Steintrog von 1856 und einer hölzernen Brunnensäule, darauf befindet sich eine barocke Schnitzfigur des hl. Veit mit Kessel aus dem 18. Jahrhundert unter einem schmiedeeisernen Dach. | BDA-Hist.: Q37762041 Status: § 2a Stand der BDA-Liste: 2025-06-30 Name: Veitsbrunnen GstNr.: 2055/11, 2124/2                                                         |
| ja   | Datei hochladen | Marienbrunnen HERIS-ID: 94210 Objekt-ID: 109349 TKK: 44894                              | vor Waldrasterstraße 19 Standort KG: Fulpmes         | Der Brunnen besteht aus einem einfachen hölzernen Trog und einer hölzernen Säule, darauf befindet sich eine barocke Madonnenfigur aus dem 18. Jahrhundert unter einem schmiedeeisernen Dach. | BDA-Hist.: Q37763776 Status: § 2a Stand der BDA-Liste: 2025-06-30 Name: Marienbrunnen GstNr.: 2124/2                                                                 |
| ja   | Datei hochladen | Bildstock mit Kreuzgruppe HERIS-ID: 93304 Objekt-ID: 108320 TKK: 44836                  | Standort KG: Fulpmes                                 | Der moderne Bildstock mit Flugdach ist in die Betonböschungsmauer an der Stubaitalstraße eingelassen. Er beherbergte eine lebensgroße barocke Kreuzigungsgruppe aus der 2. Hälfte des 18. Jahrhunderts. Die Kreuzigungsgruppe wurde vor Oktober 2017 an die Einmündung der Waldraststraße in die Stubaital Straße in ein monumentales Willkommensbauwerk verlegt (). | BDA-Hist.: Q37761918 Status: § 2a Stand der BDA-Liste: 2025-06-30 Name: Bildstock mit Kreuzgruppe GstNr.: 2078, 2077/2 Bildstock mit Kreuzgruppe, Fulpmes            |
| ja   | Datei hochladen | Soldatenfriedhof HERIS-ID: 93054 Objekt-ID: 108044 TKK: 44830, 44829                    | Standort KG: Fulpmes                                 | Der Soldatenfriedhof am Hang östlich der Ruetz wurde 1915 angelegt. Die rechteckige Anlage ist von einem Holzzaun umgeben und weist symmetrisch in 14 Reihen angeordnete Gräber mit einfachen Holzkreuzen, Namenstafeln und dreieckigen Blechlaternen auf. Die Friedhofskapelle wurde 1920–1922 nach Plänen von Clemens Holzmeister entworfen. Das Wandbild von Ernst Schroffenegger von 1962 zeigt einen Soldaten und einen Tiroler Schützen. Das barocke Kruzifix stammt aus dem 18. Jahrhundert. | BDA-Hist.: Q37761212 Status: § 2a Stand der BDA-Liste: 2025-06-30 Name: Soldatenfriedhof GstNr.: 1207/2 Soldatenfriedhof Fulpmes                                     |